# 누선염

누선염(淚腺炎, 영어: dacryoadenitis) 또는 눈물샘염은 눈물샘의 염증이다.

## 병인
급성 누선염은 바이러스나 박테리아 감염을 통해 이루어지는 것이 보통이다. 일반적인 병인에는 볼거리, 에프스타인-바 바이러스, 포도상구균, 임균을 포함한다.

## 증상
- 윗눈꺼풀 바깥부분이 부풀어오르며, 적열과 따가움이 있을 수 있다.
- 종창 부위의 통증
- 과도한 눈물
- 귀 앞쪽 림프절의 종창

## 진단
누선염은 눈과 눈꺼풀의 검사를 통해 진단할 수 있다. 원인을 찾으려면 CT 촬영과 같은 특별한 테스트가 필요하다. 가끔은 눈물샘의 종양이 존재하는지를 확인하기 위해 생검이 필요할 수 있다.

## 치료
누선염의 원인이 볼거리와 같은 바이러스성 질환이라면, 필요한 것은 휴식과 따뜻한 압박 붕대가 전부이다. 다른 병인의 경우 원인이 되는 질병에 대한 치료가 이루어진다.

## 예방
볼거리는 예방 접종을 통해 예방할 수 있다. 임균과 박테리아는 콘돔을 사용하여 회피할 수 있다. 그 밖의 다른 대부분의 병인은 예방이 불가능하다.